# Вера Менчик
Вера Францевна Менчик (на чешки: Věra Menčíková, Вера Менчикова) е руско-британско-чешка шахматистка, първата световна шампионка при жените. Тя се състезава в редица турнири също и срещу лидерите в мъжкия шахмат, побеждава мнозина от тях, включително и световния шампион Макс Еве.
Вера Менчик е рекордьорка сред шахматистките по най-продължително владеене на званието „световна шампионка“ – 17 години, и най-много спечелени световни титли – 7.
Вера е родена в Москва на 16 февруари 1906 г. в семейството на чех и британка. Нейният баща я учи на шах, когато е на 9 години, но едва след 5 години тя започва да посещава кръжок по шахмат. В първия си турнир е единственото момиче и се състезава с ученици и учители. Турнирът не завършва, но се очаквало Вера да завърши на 2 – 3 място.
След Първата световна война и революциите в Русия от 1917 г. през есента на 1921 година се мести със семейството си в Англия. Установява се в гр. Хейстингс, на около 100 км от Лондон, известен с многобройните си шахматни клубове и големи световни турнири. В годината на пристигането си в Англия печели Британския момичешки шампионат (British girls championship). Взима уроци по шахмат от унгарския гросмайстор Геза Мароци.
Вера Менчик печели първата световна титла при жените (Women's World Championship) през 1927 г. в Лондон с резултат +10, =1 и я защитава успешно 6 пъти на турнири: Хамбург, 1930; Прага 1931; Фолкстоун, 1933; Варшава, 1935; Стокхолм, 1937; Буенос Айрес, 1939. В някои първенства тя постига резултатност 100%. Във всичките 83 срещи за титлата има 78 победи като допуска само 1 загуба и 4 ремита.
Извън системата на световните първенства Менчик играе 2 мача срещу германката Соня Граф и печели убедително и двата – 1934 г. в Ротердам (+3, -1, =0) и 1937 г. в Земеринг, Австрия (+9, -2, =5).
От 1927 до 1943 г. са записани 279 нейни партии, от които 78 победи, 70 наравно и 131 загуби (резултатност 40,5%). Има победи над Макс Еве (Холандия) в Карлови Вари (1929 г.) и Хастингс (1930/31 г.), Самуел Решевски (САЩ) и Мир Султан Кхан (Индия) – шампиони на своите страни. Играла е 9 пъти с Капабланка, 8 пъти с Алехин, 4 пъти с Еве, 1 път с Ласкер, 2 пъти с Ботвиник. Менчик използва малко, но прецизно подбрани дебюти. Привърженичка е на позиционния стил на игра и закритите дебюти и е най-силна в ендшпила. До края на живота си работи като редактор в шахматното списание „Chess“.
На 27 юни 1944 година, когато Великобритания наближава шестата си година във Втората световна война, бомба V-1 (Фау-1) пада върху дома на 38-годишната Вера в Южен Лондон и убива нея, двете ѝ сестри и тяхната майка.